# Mujîlovîci, Iavoriv
Mujîlovîci (în ucraineană Мужиловичі) este o comună în raionul Iavoriv, regiunea Liov, Ucraina, formată numai din satul de reședință.

## Demografie
Componența lingvistică a comunei Mujîlovîci
     Ucraineană (99,9%)
     Alte limbi (0,1%)
Conform recensământului din 2001, majoritatea populației comunei Mujîlovîci era vorbitoare de ucraineană (99,9%), existând în minoritate și vorbitori de alte limbi.